# 馬特萊區
馬特萊區是斯里蘭卡中央省的一個區。面積1,987平方公里。2001年人口441,328人。首府馬特萊。